# 숀 프라이
숀 프라이(Sean Frye, 1966년 9월 16일 ~ )는 미국의 배우이다.
할리우드에서 태어났다.

## 출연 작품

### 영화
- 폭소 대소동 (1977)
- 샌프란시스코의 이혼녀 (1979, Act of Violence)
- E.T. (1982) - 스티브 역
- 21세기 두뇌 게임 (1985)
- 미혼모 (1988)